# 四酸化三鉄
四酸化三鉄（しさんかさんてつ、英: triiron tetraoxide）は組成式 Fe3O4 をもつ酸化鉄である。
四三酸化鉄（しさんさんかてつ）、酸化鉄(II,III)（さんかてつさんてつに、英: iron(II,III) oxide）とも呼ばれる。Fe2+ イオンと Fe3+ イオンを含む為、時として FeO.Fe2O3 と表される。錯体や混合物ではなく、一定の結晶構造を持つ純物質（混合原子価化合物）である。
自然界では鉱物の磁鉄鉱（マグネタイト）として見出される。鉄材の酸化で表面に形成された四酸化三鉄は黒錆と呼ばれ、この層・被膜は黒皮とも呼ばれる。実験室では黒色粉末の形状で提供されている。
四酸化三鉄は常磁性やフェリ磁性を示す。時として誤ってフェロ磁性と表される場合がある。また、製法により粒子のサイズや形状が異なるため、鉱石由来より合成によって製造された黒色顔料が非常に広く利用される。

## 製法
良質の Fe3O4 色素は、産業廃棄物やスクラップ鉄あるいは鉄塩を含む溶液（例えば、鋼鉄を酸洗い Pickling した際の副産物）から製造される。
- Laux法による金属鉄の酸化では、FeCl2を触媒としてニトロベンゼンを金属鉄と反応させてアニリンとする際に生成する[3]。

{\displaystyle {\ce {C6H5NO2\ + 9 Fe\ + 2 H2O -> C6H5NH2\ + Fe3O4}}}
- Fe2+化合物の酸化では、水酸化鉄(II)のような鉄(II)塩は注意深く pH を制御しながら曝気処理をすることで目的の酸化物を得られる[3]。
- Fe2O3 の水素による還元[4][5]

{\displaystyle {\ce {3 Fe2O3\ + H2 -> 2 Fe3O4\ + H2O}}}
- Fe2O3 の CO による還元[6]

{\displaystyle {\ce {3 Fe2O3\ + CO -> 2 Fe3O4\ + CO2}}}
赤熱した鉄に水蒸気を作用させると生じる。
四酸化三鉄のナノ粒子は化学的に生成される。例えば鉄(II)塩と鉄(III)塩との混合物を塩基性にするとコロイド状 Fe3O4 が沈殿する。実験条件は微妙であり、条件の差異で粒子サイズが決定づけられる。

### 高温乾食
酸素存在下で鉄を熱すること（高温乾食）により、鉄表面に四酸化三鉄の被膜が得られる。温度および過程によって酸化鉄(II)や酸化鉄(III)と共存する場合もある。

## 反応
磁鉄鉱は溶鉱炉内で一酸化炭素により還元され、鉄となり鋼の生産の一部に利用される。
{\displaystyle {\ce {Fe3O4\ + 4CO -> 3Fe\ + 4CO2}}}
Fe3O4 の酸化を調節することで、褐色顔料の γ-Fe2O3（磁赤鉄鉱）を生成することができる。
{\displaystyle {\ce {2Fe3O4\ + 1/2 O2 -> 3 \gamma-Fe2O3}}}
他の焼成法（空気中での加熱）では、良質の赤色顔料であるα-Fe2O3（赤鉄鉱）を与える。
{\displaystyle {\ce {2Fe3O4\ + 1/2 O2 -> 3 \alpha-Fe2O3}}}

## 構造
Fe3O4 は逆スピネル型構造の立方晶系で、立方格子の頂点に酸素が配置し、酸素を中心とする八面体頂点の半分に Fe2+ イオンが、残りの八面体頂点の半分と四面体頂点に Fe3+ イオンが配置している。
FeO も γ-Fe2O3 も酸素の配置は同じく立方格子をとる。酸化反応あるいは還元反応により容易にこれらの3種の化合物は相互に変化するが、その際の最終的な構造の違いは小さい。
試料によっては Fe3O4 は不定比化合物の場合もある。
Fe3O4 のフェリ磁性は八面体中心にある Fe2+ イオンと Fe3+ イオンの電子スピンが強磁性的に結合すると共に、四面体中心の Fe3+ イオンのスピンがそれらに対して反強磁性的に結合していることに起因している。この両者の磁気的な寄与がつりあっていないことから永久磁石の性質を示す。

## 特性
Fe3O4 はフェリ磁性でキュリー温度は858 Kである、そして120 Kにおいてフェルベイ転移 (Verwey transition) と呼ばれる相転移を生じ、構造、電気伝導性、磁性が不連続的に変化する。この現象は研究対象として注目を集め、様々な理論的説明が提唱された。しかし完全には解明されていない。
Fe3O4 は Fe2O3 に比べて、非常に大きい電気伝導性 (X 106) を示す。これは Fe2+ と Fe3+ との間で原子価間電荷移動する為である。
鉄釘や鉄鍋などの表面に形成された「黒錆」は非常に緻密な皮膜となって内部を保護する。

## 黒錆
鉄表面に形成された四酸化三鉄は黒錆（くろさび）と呼ばれる。

### 黒皮
鉄表面に形成された四酸化三鉄の層・被膜は黒皮（くろかわ、英: mill scale、ミルスケール）と呼ばれる。
熱間圧延された鉄材の表面は即座に高温乾食されるため四酸化三鉄の層に覆われる。これを黒皮といい、これをもつ鉄材を黒皮材という。黒皮の厚み・構造は製法によって異なるが、内部の鉄と外部の空気が触れることをある程度防ぐことにより防錆剤としての役割（赤錆の防止）を果たす。

## 用途
- ダッチオーブンや中華鍋などでは意図的に空焚きして鍋の表面に黒錆を発生させ、内部の腐食を防いでいる。
- C.I pigment black 11 (C.I. No.77499) という名称で知られる黒色色素に利用される[10]。
- ハーバー・ボッシュ法のアンモニア製造の触媒や水性ガスシフト反応[15]の触媒としても利用される。特に後者は、酸化クロム(III)によって安定化された HTS (high temperature shift catalyst) の酸化鉄触媒が広く利用され[15] 、そのフェリクロム触媒はプロセス起動時に α-Fe2O3 から Fe3O4、Cr2O3 から CrO3 を生成させる[15]。
- Fe3O4 のナノ粒子は核磁気共鳴画像法のコントラスト造影剤としても利用される[16]。

## 生物学的見地
マグネタイトは走磁性細菌中にナノ結晶 (42-45 µm) として見出される。また伝書鳩のくちばしの組織中にも見出されている。